# 格林芒廷鎮區 (北卡羅萊納州揚西縣)
格林芒廷鎮區（英語：Green Mountain Township）是位於美國北卡羅萊納州揚西縣的一個鎮區。

## 地方資料
格林芒廷鎮區的面積為29.00平方千米，皆為陸地。根據2020年美國人口普查的數據，當地共有人口527人，而人口密度為每平方千米18.17人。